# 회천동 석상
회천동 석상은 제주특별자치도 제주시 회천동 2390-3에 있는 석상이다. 2013년 12월 27일 제주특별자치도의 향토유산 제9호로 지정되었다.

## 지정 사유
동회천 석불제단에서는 매해 첫 정일에 마을제를 지낸다. 다른 마을과 달리 돼지를 제물로 쓰지 않고 유교식으로 포제를 지내며 석불열위지신을 모신다. 이 곳에 모셔진 석상 5기는 모양은 삼각을 이루면서 길쭉한 현무암을 이용하여 얼굴형태를 자연스럽게 형상화했다. 이형상 목사 재임당시 당오백 절오백을 불태워버려 이 석상만 유일하게 남아 있었다고 하며 지금도 매해 정월 첫 정일날 마을제를 봉행하는 등 민속적 가치가 높다.